# Manson (Iowa)
Manson ist eine Kleinstadt (mit dem Status „City“) im Calhoun County im US-amerikanischen Bundesstaat Iowa. Das U.S. Census Bureau hat bei der Volkszählung 2020 eine Einwohnerzahl von 1.709 ermittelt.

## Geografie
Manson liegt im nordwestlichen Zentrum Iowas. Der am Missouri gelegene Schnittpunkt der drei Bundesstaaten Iowa, Nebraska und South Dakota liegt 165 km westlich von Manson. Die Grenze zu Minnesota verläuft 125 km nördlich der Stadt.
Die geografischen Koordinaten von Manson sind 42°31′45″ nördlicher Breite und 94°32′03″ westlicher Länge. Die Stadt erstreckt sich über eine Fläche von 8,24 km² und ist die größte Ortschaft in der Lincoln Township.
Nachbarorte von Manson sind Pioneer (25,6 km nordöstlich), Clare (22,3 km ostnordöstlich), Barnum (16,5 km ostsüdöstlich), Knierim (14,9 km südöstlich), Rockwell City (23 km südwestlich), Jolley (20,7 km westsüdwestlich), Pomeroy (14,7 km westnordwestlich) und Palmer (16,9 km nordnordwestlich).
Die nächstgelegenen größeren Städte sind die Twin Cities in Minnesota (Minneapolis und Saint Paul) (382 km nordnordöstlich), Rochester in Minnesota (328 km nordöstlich), Cedar Rapids (277 km ostsüdöstlich), Iowas Hauptstadt Des Moines (187 km südöstlich), Kansas City in Missouri (421 km südlich), Nebraskas größte Stadt Omaha (244 km südwestlich), Sioux City (165 km westlich) und South Dakotas größte Stadt Sioux Falls (277 km nordwestlich).

## Verkehr
Der in West-Ost-Richtung verlaufende Iowa State Highway 7 bildet die südliche Stadtgrenze von Manson. Alle weiteren Straßen sind untergeordnete Landstraßen, teils unbefestigte Fahrwege sowie innerörtliche Verbindungsstraßen.
Von Westnordwest nach Ostsüdost führt eine Eisenbahnlinie für den Frachtverkehr der Canadian National Railway (CN) durch das Stadtgebiet von Manson.
Der nächste Flughafen ist der 178 km südöstlich gelegene Des Moines International Airport.

## Bevölkerung
Nach der Volkszählung im Jahr 2010 lebten in Manson 1690 Menschen in 771 Haushalten. Die Bevölkerungsdichte betrug 205,1 Einwohner pro Quadratkilometer. In den 771 Haushalten lebten statistisch je 2,14 Personen.
Ethnisch betrachtet setzte sich die Bevölkerung zusammen aus 99,2 Prozent Weißen, 0,2 Prozent amerikanischen Ureinwohnern sowie 0,2 Prozent aus anderen ethnischen Gruppen; 0,4 Prozent stammten von zwei oder mehr Ethnien ab. Unabhängig von der ethnischen Zugehörigkeit waren 0,8 Prozent der Bevölkerung spanischer oder lateinamerikanischer Abstammung.
20,5 Prozent der Bevölkerung waren unter 18 Jahre alt, 53,6 Prozent waren zwischen 18 und 64 und 25,9 Prozent waren 65 Jahre oder älter. 53,0 Prozent der Bevölkerung waren weiblich.
Das mittlere jährliche Einkommen eines Haushalts lag bei 35.768 USD. Das Pro-Kopf-Einkommen betrug 23.374 USD. 16,2 Prozent der Einwohner lebten unterhalb der Armutsgrenze.